# Автомагистрали в Северна Македония
Автомагистралите предвидени към 2008 година за изграждане в Северна Македония са 6. Общата дължина на автомагистралните пътища в страната към 2020 година е 242 km. В Северна Македония има ограничение на скоростта за движение по магистралите – до 120 km/h, заради многото катастрофи с жертви по пътищата. Управителен орган на автомагистралите в Северна Македония е Министерството на транспорта на страната.

## Списък на магистралите
| Магистрала | Начало                   | През                                | Край                           | Дължина    | Изградени |
| ---------- | ------------------------ | ----------------------------------- | ------------------------------ | ---------- | --------- |
|            | ГКПП Табановце, Сърбия – | Куманово, Скопие, Велес             | ГКПП Богородица, ГКПП Евзони – | 173 km     | 173 km    |
|            | /Куманово                | Крива паланка                       | Деве баир, ГКПП Гюешево        | 73,574 km  | 14,3 km   |
|            |                          | Скопие/                             | Качанишки пролом               | 42,25 km   | 27 km     |
|            | /Скопие                  | Тетово, Гостивар, Кичево, Струга    | ГКПП Кяфасан                   | 193,614 km | 91 km     |
|            | /Охридско езеро          | Охрид, Битоля, Прилеп, Велес/ , Щип | ГКПП „Станке Лисичково“        | 308,268 km |           |
|            | Щип/                     | Радовиш, Струмица                   | ГКПП „Златарево“               | 93,712 km  |           |
| Общо 6     |                          |                                     |                                | 889.848 km | 262.3 km  |

Забележка: Някои от магистралите са полумагистрали (тези със сини табели). Източник за дължините на магистралите: Google Maps.